# Hôtel de ville de Charleville (Ardennes)
L'hôtel de ville de Charleville est situé sur la place ducale est appelé plus communément mairie. Ce dernier est classé au titre des monuments historiques par arrêté du 10 octobre 1942 et décret du 12 août 1945 avec l'ensemble des immeubles de la place. Son appellation d'« hôtel de ville » est historique mais le bâtiment sert d'annexe à la mairie et rassemble plusieurs services municipaux.  
Il ne doit pas être confondu avec l'hôtel de ville de Charleville-Mézières, lui-même hôtel de ville de l'ancienne commune de Mézières, situé en face de la hôtel de préfecture des Ardennes. Ce dernier après avoir été labellisé « Patrimoine du XXe siècle », est inscrit au titre des monuments historiques par arrêté du 7 juillet 2022.